# アートディレクター
アートディレクター (art director) とは、美術表現、芸術表現をもちいた総合演出を手がける職務を意味する。商業活動のなかでは、広告、宣伝、グラフィックデザイン、装幀などにおいて、主に視覚的表現手段を計画し、総括、監督する職務である。顧客の依頼・要望あるいは、立案された計画を目的達成するための素材や表現方法を模索し決定する。例えば、写真の風合いや対象、文字の書体や位置、色彩の組み合わせなどを考察する。実際に手を動かして作業する人間はデザイナーであり、アートディレクター兼デザイナーという表現をする場合もある。また、各種美術展・作品展の企画・立案・運営を専門的に行う職務でもある。

## 日本のアートディレクター一覧
| 目次 | 目次 | 目次 | 目次 | 目次 | 目次 | 目次 | 目次 | 目次 | 目次 | 目次 |
| ---- | ---- | ---- | ---- | ---- | ---- | ---- | ---- | ---- | ---- | ---- |
| わ   | ら   | や   | ま   | は   |      | な   | た   | さ   | か   | あ   |
|      | り   |      | み   | ひ   |      | に   | ち   | し   | き   | い   |
| を   | る   | ゆ   | む   | ふ   |      | ぬ   | つ   | す   | く   | う   |
|      | れ   |      | め   | へ   |      | ね   | て   | せ   | け   | え   |
| ん   | ろ   | よ   | も   | ほ   |      | の   | と   | そ   | こ   | お   |

### あ
- 青木克憲（バタフライ・ストローク）
- 青木二郎（ハツメイ）
- 青葉益輝
- 秋田寛（アキタ・デザイン・カン）
- 秋山晶
- 秋山具義（デイリー・フレッシュ）
- 浅葉克己（浅葉克己デザイン室）
- 天野幾雄
- 天野祐吉
- 有山達也（有山デザインストア）
- 安藤隆
- 粟津潔
- 粟辻麻喜（粟辻デザイン）
- 粟辻美早（粟辻デザイン）
- 阿字地睦（アサツー ディ・ケイ）

### い
- 池田修造（ヒカリ美術館）
- 石岡瑛子
- 石岡怜子
- 泉屋政昭
- 伊藤勝一
- 稲吉紘実
- 井上嗣也
- 糸乘健太郎
- 居山浩二 (iyamadesign)

### う
- 植原亮輔
- 宇川直宏
- 内村陽一
- 上田文人（ソニー・コンピュータエンタテインメント）

### え
- えぐちりか（電通）
- 江島任
- 蝦名龍郎（E. / 有限会社イー）
- 榎本了壱
- 遠藤享

### お
- 太田和彦
- 大貫卓也（大貫デザイン）
- 岡力
- 岡本滋夫
- 奥野正次郎
- 奥村靫正
- 尾沢早飛（コーニーデザイン）
- 小田桐昭
- 尾花龍一 (AMICORYU)
- 尾原史和 (SOUP DESIGN)
- おーくん・あきら

### か
- 葛西薫（サン・アド）
- 梶祐輔
- 勝井三雄
- 勝岡重夫
- 兼子真也 (E.ART.H)
- 上国料勇（スクウェア・エニックス）
- 上條喬久
- 亀海昌次
- 亀倉雄策
- 川上俊 (artless Inc.)
- 河北秀也
- 瓦林智

### き
- 菊地敦己 (Bluemark)
- 木住野彰悟
- 北川一成 (GRAPH)
- 北川フラム
- 鬼澤邦
- 木下勝弘
- 木村勝
- 木村俊士
- 橘野準（東急エージェンシー）
- キャンドル・ジュン

### く
- 草間和夫
- 工藤青石
- 國本桂史
- 藏本彩樹（博報堂）
- 操上和美

### け
- 見目陽一

### こ
- 河野一聡
- 古賀鈴鳴
- 小島良平
- 古平正義
- 小西啓介
- 小杉幸一（博報堂）
- コヤマシゲト

### さ
- 斉藤順一
- 齊藤秀雄（メディアグラフィックス研究所）
- サイトウマコト
- 榮良太（博報堂）
- 酒井紀卓（シグネイチャーグラフィックス）
- サカグチケン（サカグチケンファクトリー）
- 佐々木宏
- 佐藤可士和（サムライ）
- 佐藤晃一
- 佐藤浩
- 佐藤卓（佐藤卓デザイン事務所）
- 佐藤朋有子（アートディレクター）
- 佐藤直樹（アジールデザイン）
- 佐藤雅彦
- 佐野研二郎 (MR_DESIGN)
- 澤地真由美
- 櫻田厚志（アサツー ディ・ケイ）

### し
- 柴山信広
- 澁谷克彦
- 東海林小百合
- 新川洋司（コナミデジタルエンタテインメント）
- 新村則人（新村デザイン事務所）
- 芝野健太（ライブアートブックス）

### す
- 末広峰治
- 菅谷晋一 (epok corp.)
- 杉浦俊作
- 杉森建（ゲームフリーク)
- 鈴木守
- 鈴木雅喜 (under_phase)
- 杉山ユキ（博報堂)
- 鈴木克彦（博報堂)
- 鈴木利幸

### せ
- 関和亮
- 関宙明（ミスター・ユニバース）
- セキユリヲ
- 芹沢高志

### そ
- 副田高行（副田デザイン制作所）
- 祖父江慎（コズフィッシュ）

### た
- タイクーングラフィックス
- 高杉治朗
- 高橋稔
- 田島照久 (アートディレクター) (thesedays)
- 立花ハジメ
- 立花文穂
- 田中一光（田中一光デザイン室）
- タナカノリユキ
- 田中秀幸（フレイムグラフィックス）
- 田中竜介 (DRAFT)
- 田中佑佳
- 田邊雅一
- 瀧岡 直唯（アサツー ディ・ケイ）

### ち
- 千原徹也

### つ
- 塚田哲也（大日本タイポ組合）

### て
- 出町光識（陶芸家）

### と
- 戸田ツトム
- 戸田正寿
- TWELVE NINE
- 徳田祐司（電通）

### な
- 内藤昇 (DRAFT)
- 永井一史
- 永井一正
- 永井裕明
- 中尾良宣
- 中島祥文
- 中島信也
- 中嶋貴久 (ntd)
- 中島英樹（中島デザイン）
- 仲条正義（仲条デザイン事務所）
- 永田武史（enudesign）
- 長友啓典
- 中村剛
- 中村誠
- ナカムラクニオ
- 中森陽三
- 中泰博（アサツー ディ・ケイ）

### に
- 西村嘉禮
- 新津美香
- 西村武（コンプレイトデザイン）
- 蜷川実花

### の
- 野田凪（宇宙カントリー）
- 野口孝仁 (Dynamite Brothers Syndicate)
- NORISHIROCKS

### は
- 長谷川好男
- 服部一成
- 早川和良
- 原研哉（日本デザインセンター）
- 原耕一
- 原田裕子（竹笹堂）
- 針谷建二郎 (ADAPTER / ANSWR)
- 板東孝明
- 濱剛志 (Global Media Solution)
- 原野賢太郎（博報堂）

### ひ
- 東泉一郎
- 久住欣也 (Hd LAB)
- 秀親（大日本タイポ組合）
- 平野敬子
- 平野文子 (Sleep)
- ヒロ杉山（エンライトメント）
- 菱川勢一
- 廣村正彰
- 日向義和

### ふ
- 福田繁雄
- 福田毅
- 藤田恒三
- 藤本やすし (CAP)
- フミ・ササダ（ブラビス・インターナショナル）
- 藤田誠（博報堂）
- 古田亘（ゴーグル）

### ほ
- 帆足英里子（ライトパブリシティ）
- 細谷巖

### ま
- 前田良輔
- 松井桂三
- 松下計
- 松田英世
- 松永真（松永真デザイン事務所）
- 松葉逸人
- 松本弦人（サルブルネイ）

### み
- 三木健
- 美澤修
- 水谷孝次（水谷事務所）
- 水野卓史
- 水野学 (good design company)
- 皆川裕史（スクウェア・エニックス）
- 溝口基樹 (mo'design)
- 宮古美智代
- 宮田識
- ミルキィ・イソベ
- 水口克夫（シンガタ）

### む
- 村瀬秀明

### も
- 森本千絵 (goen°)

### や
- 矢萩喜從郎
- 保原倫久 (優しいジャイアン)
- 山本ヒロキ (MARVIN)
- 山岡龍孔
- 矢部綾子
- 山形季央
- 柳宗理

### よ
- 吉井俊春
- 吉田臣
- 吉田ユニ
- 米村浩
- 寄藤文平（文平銀座）
- 吉森太助（電通）
- 世継恭規
- YOSHIROTTEN

### わ
- 渡邊かをる
- 渡邊俊介
- 渡邊良重 (D-BROS)
- ワビサビ (デザ院株式会社)

## 日本以外のアートディレクター
- アレクセイ・ブロドヴィッチ
- アレクサンダー・リーバーマン
- クロード・バイヤルジョン
- トン・ホンブルグ
- ミシェル・ブーヴェ
- リリ・ラキッチ
- マービン・マテルソン
- ソール・バス
- ジョアン・マシャド
- ルイス・モバリー
- リチャード・ケール
- ティボール・カルマン
- アントニオ・オタルバロ
- ギエルモ・トラザント